# Still on It
"Still on It" är en hiphop-inspirerad R&B-låt framförd av den amerikanska sångerskan Ashanti, skriven av henne själv och komponerad av Irv Gotti till Ashantis samlingsalbum Collectables by Ashanti (2005).
I "Still on It" är framföraren sentimental över en tidigare relation. I refrängen ställer sig Ashanti frågan; "What is a girl to do, if she's still on it, yes/If she done been there before with you, and now she don't want it, yeah". Midtempo-spåret gästas av rapparna Paul Wall och Method Man. "Still on It" samplar "Knowledge Me" av Original Concepts och återanvänder ljudet från "Born to Roll" av Masta Ace. Låten gavs ut som skivans huvudsingel den 7 november 2005. Låten fick ett avmätt bemötande av de flesta musikrecensenter. Billboard Magazine skrev; "Ashantis karriär behöver återupplivas efter den senaste skivan något som den här tvivelaktiga låten inte gör." Allmusic var dock positivare och sade att produktionen var "grov men ändå söt". Singeln debuterade på en 69:e plats på USA:s R&B-lista Hot R&B/Hip-Hop Songs. Låten nådde som högst plats 55 på den topplistan vilket blev hennes högsta notering på den listan sedan "Only U" året innan. Låten blev dock aldrig någon större framgång utan avstannade vid placering 115 på USA:s singellista Billboard Hot 100.
Musikvideon till singeln regisserades av Fat Cats och nådde en 10:e plats på Billboards Hot Videoclips.

## Format och innehållsförteckningar
- Amerikansk CD/Maxi-singel

1. "Still On It" (Main) (med Method Man och Paul Wall)
2. "Still On It" (instrumental)
3. "Still On It" (A Cappella) (med Method Man och Paul Wall)
4. "Still Down (Remix)" (Clean) (med Cadillac Tah)
5. "Still Down (Remix)" (Main) (med Cadillac Tah)
6. "Still Down (Remix)" (instrumental)

## Topplistor
| Lista (2002)                          | Topplacering |
| ------------------------------------- | ------------ |
| USA (Billboard Hot R&B/Hip-Hop Songs) | 55           |
| USA (Billboard Hot 100)               | 115          |